# Tōru Sano
Tōru Sano (jap. 佐野 達, Sano Tōru; * 15. November 1963 in der Präfektur Shizuoka) ist ein ehemaliger japanischer Fußballspieler.

## Nationalmannschaft
1988 debütierte Sano für die japanische Fußballnationalmannschaft. Sano bestritt neun Länderspiele.

## Errungene Titel
- Japan Soccer League: 1988/89, 1989/90
- Kaiserpokal: 1988, 1989, 1991, 1992

## Persönliche Auszeichnungen
- Japan Soccer League Best Eleven: 1987/88, 1988/89